# Mille Miglia 1931

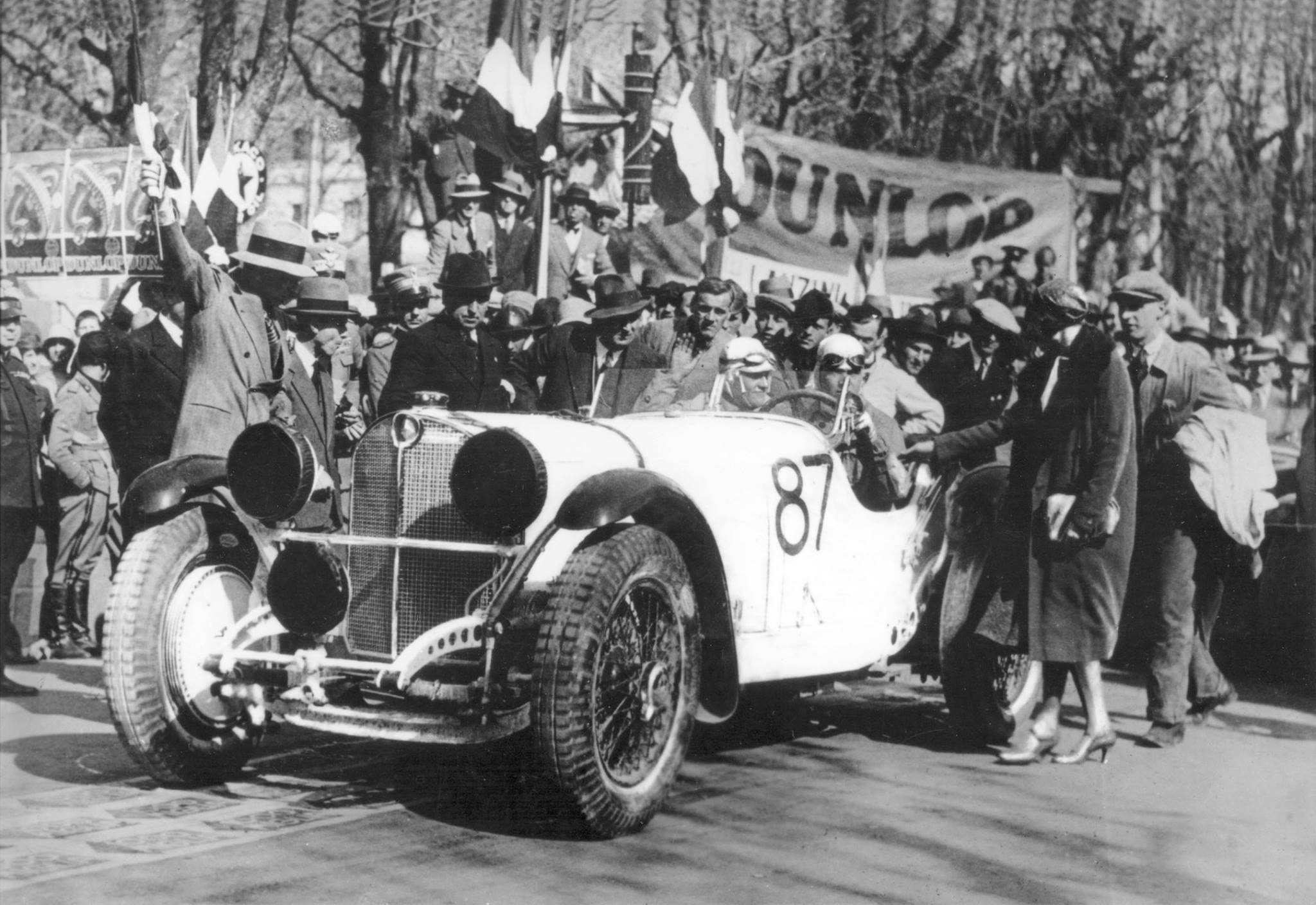
Die Gesamtsieger Rudolf Caracciola und Wilhelm Sebastian im Mercedes-Benz SSKL …

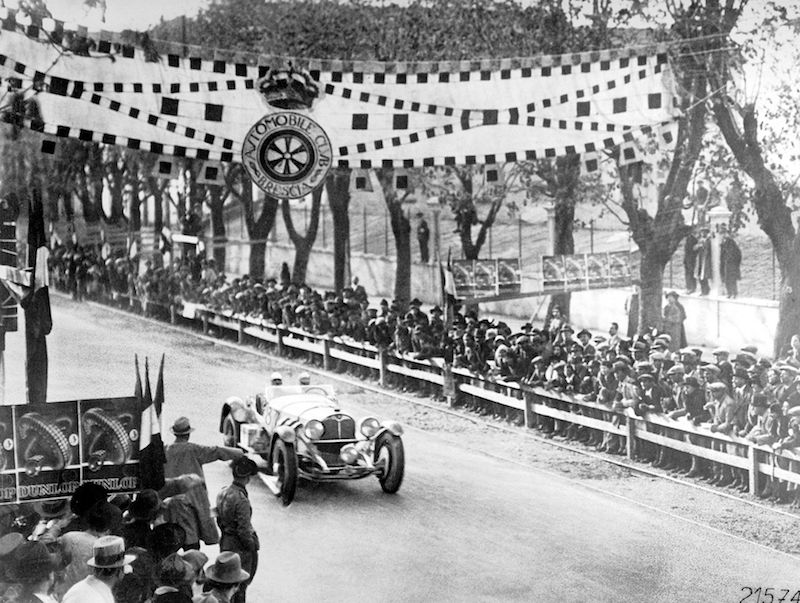
… bei der Zielankunft in Brescia

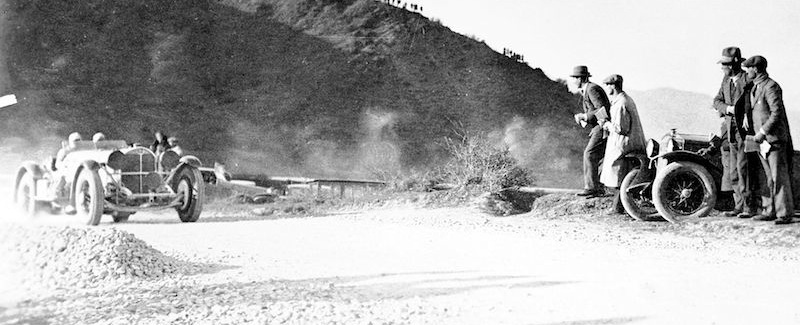
Der Siegerwagen am Raticosapass

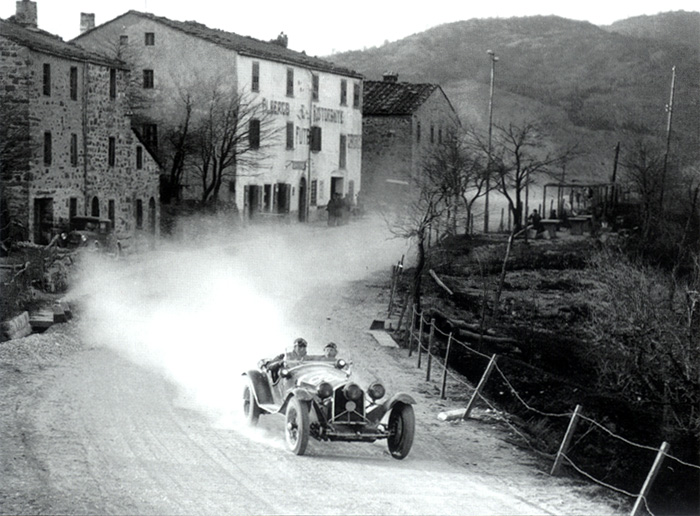
Tazio Nuvolari mit Beifahrer Giovanni Battista Guidotti im Alfa Romeo 8C 2300 Spider Zagato am Raticosapass

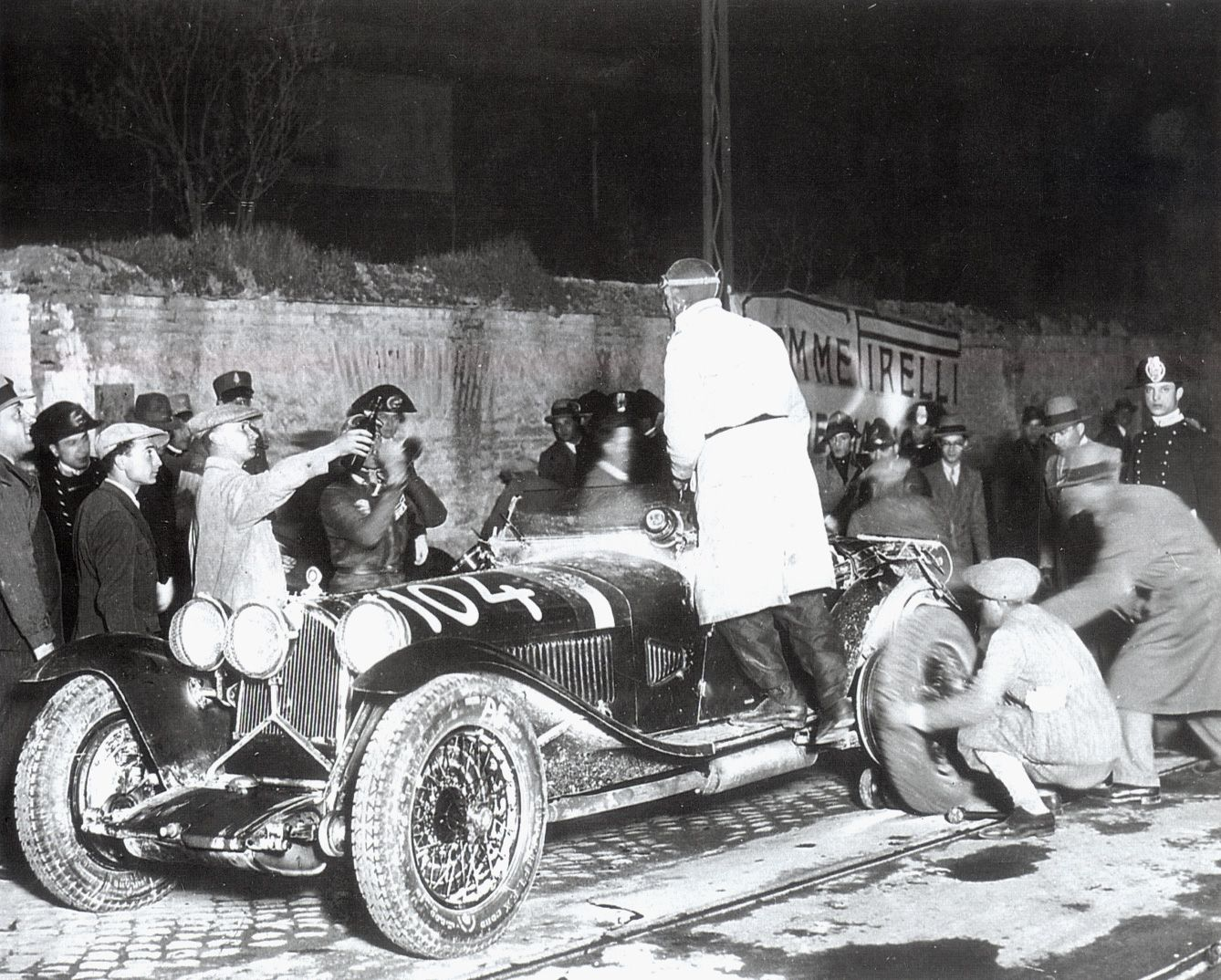
Tazio Nuvolari bei einem der unplanmäßigen Reifenwechsel

Die fünfte Mille Miglia, auch Mille Miglia, Brescia, fand am 11. und 12. April 1931 statt. Sie führte über 1635 km von Brescia nach Rom und wieder zurück nach Brescia.

## Das Rennen

### Die Route
Brescia – Cremona – Casalmaggiore – Parma – Reggio nell’Emilia – Modena – Bologna – Raticosapass – Futapass – Florenz – Siena – Radicofani – Viterbo – Monterosi – Rom – Terni – Spoleto – Perugia – Gubbio – Castelraimondo – Tolentino – Macerata – Porto Recanati – Ancona – Pesaro – Rimini – Cesena – Forlì – Bologna – Ferrara – Rovigo – Padua – Noale – Treviso – Feltre – Venedig – Verona – Brescia

### Teams, Fahrzeuge und Fahrer
Im Winter 1930/1931 entdeckte die italienische Tourismuswirtschaft die Mille Miglia. Immer mehr Bürgermeister, Hoteliers und Tourismusverbände meldeten sich bei den Veranstaltern des Rennens mit der Bitte, die Fahrzeuge der 1000 Meilen durch die von ihnen repräsentierten Städte und Orte fahren zu lassen. Diese Ansuchen führten zu ersten Änderungen an der Streckenführung. Bisher hatte sich die Renndistanz nur durch Eingriffe in das öffentliche Straßennetz verändert. Die Route führte nun bereits bei der Fahrt nach Rom zur Adria und kehrte Richtung Casalmaggiore wieder auf die alte Streckenführung zurück. Mit der steigenden Popularität des Rennens stieg allerdings auch der Unmut bei Teilen der Bevölkerung, die dem Motorsport nichts abgewinnen konnten. Nach wie vor waren viele Kilometer öffentliche Straßen während des Rennens nicht gesperrt. Dadurch kam es vereinzelt zu Blockaden der Bahn durch aufgebrachte Bürger, die sich in ihrem Alltag eingeschränkt fühlten. In diesen Fällen mussten örtliche Sicherheitskräfte die Straßen von quer stehenden Fahrzeugen, Karren und Holzstapeln frei machen.
Nachdem die deutsche Daimler-Benz AG 1930 erstmals ein Fahrzeug für die Mille Miglia gemeldet hatte, folgte 1931 ein zweiter Anlauf bei diesem Straßenrennen. Daimler-Benz Rennleiter Alfred Neubauer plante den Einsatz von vier Fahrzeugen für Rudolf Caracciola, Hans Stuck, Carlo Maria Pintacuda und Federico Caflisch. Aus Kostengründen blieb es dann bei einem Wagen für Carraciola und dessen Beifahrer Wilhelm Sebastian. Carraciola bestand darauf, das Rennen ausschließlich selbst zu fahren, die Funktion von Sebastian blieb die eines beifahrenden Mechanikers. Der Einsatzwagen war ein Mercedes-Benz SSKL. Das Fahrzeug war um 200 kg leichter als der SSK und hatte durch ein permanent zugeschaltetes Roots-Gebläse die hohe Motorleistung von 300 PS. Auf der Geraden war der SSKL (Supersport Kurz leicht) 235 km/h schnell. Ermenegildo Strazza wollte ursprünglich mit einem Lancia Lambda mit Dilambda-Motor ins Rennen gehen, entschied sich dann jedoch das Angebot von Sebastiano Maino anzunehmen, mit ihm einen Mercedes-Benz SSK zu fahren, da der Wagen von Alfred Neubauer Werksbetreuung erhielt.
Erstmals beteiligte sich ein britisches Werksteam am Rennen. Charles Goodacre steuerte einen Werks-Austin Seven Sports. Zum zweiten Mal nach 1927 engagierte sich der in Mailand geborene Ettore Bugatti mit seiner Rennabteilung an der Mille Miglia. Für den neuen Werksfahrer Achille Varzi wurde ein Bugatti-T50-Tourenwagen vorbereitet.
Die Funktionäre der Rennabteilungen der italienischen Automobilhersteller Alfa Romeo, Maserati und Officine Meccaniche nahmen in der Regel die ausländische Beteiligung zwar zur Kenntnis, aber wenig ernst. Für sie war das Rennen eine Auseinandersetzung untereinander. Die erfolgreiche Daimler-Benz AG und deren Spitzenfahrer Carraciola lösten in Italien allerdings eine Art Alarmzustand aus. Vor allem Alfa Romeo in Mailand setzte alles daran, einen deutschen Sieg zu verhindern. In der Rückschau galt der  Alfa Romeo 8C 2300 als Vittorio Janos Meisterstück. Der Rennwagen mit dem neuen Achtzylinder-Reihenmotor gab bei der Mille Miglia sein Renndebüt. Fahrer waren die Teams Tazio Nuvolari/ Giovanni Battista Guidotti und Luigi Arcangeli/Pietro Bonini. Franco Cortese/Gaetano Balestrieri und Carlo Gazzabini/Angelo Guatta bestritten das Rennen mit Werks-Alfa Romeo 6C 1750 GT Berlinetta Tourings. Eng verbunden mit Alfa Romeo war der 1929 gegründete Rennstall von Enzo Ferrari. Das Team übernahm die Rennbetreuung der beiden 6C 1750 von Giuseppe Campari/Attilio Marinoni und Baconin Borzacchini/Eugenio Siena. Mit sechs weiteren Alfa Romeo stellte die Scuderia das größte Team beim 1000-Meilen-Rennen. Dieser Menge an Werks-Alfa Romeos hatte Officine Meccaniche nichts entgegenzusetzen. Wirtschaftliche Probleme verhinderten kostspielige Neuentwicklungen. Daher mussten Giuseppe Morandi und Archimede Rosa mit einem veralteten 3-Liter-OM Tipo 665 SSMM vorliebnehmen.
Maserati verzichtete trotz der letzten Erfolge auf den Einsatz eines wettbewerbsfähigen Fahrzeugs für den Gesamtsieg und unterstützte stattdessen Teams in der 1,1-Liter-Klasse mit Material und Mechanikern.

### Der Rennverlauf
Die Wiederholung des bereits legendären Zweikampfs von Tazio Nuvolari und Achille Varzi um den Gesamtsieg 1930 scheitere schon kurz nach dem Start an einem Defekt am Achtzylinder-Motor von Varzis Bugatti. Wenig später halbierte sich die Daimler-Werksmannschaft nach einer schadhaften Zylinderkopfdichtung am Mercedes-Benz SSK von Maino/Strazza. Abgesichert durch die Präsenz der zwölf Werkswagen, versuchte Alfa Romeo von Beginn an Caracciola und dessen Mercedes in ein materialzerstörendes Tempo zu hetzen. Caracciola ließ sich nicht beirren und hielt sich an die von Alfred Neubauer erarbeitete Renntaktik. Auf den vielen geraden Streckenteilen Richtung Bologna fuhr er mit höchstmöglichem Tempo neue Rekordzeiten. In der Hauptstadt der Emilia-Romagna führte er mit acht Minuten Vorsprung auf den überraschend schnellen OM Tipo 665 SSMM von Morandi. Eine Minute dahinter platzierte sich Campari im schnellsten Alfa Romeo.
Aus ungeklärten Gründen litten die Pirelli-Reifen der Alfa Romeo an starkem Verschleiß. Bis zur Ankunft in Rom musste Arcangeli neunmal einen Reifen wechseln. Auch Nuvolari hatte mehrere Reifenschäden, dennoch führte er in Rom mit einem Vorsprung von zwei Minuten auf Caracciola. Bei der Rückfahrt zur Adria behielten die Alfa Romeo trotz der Reifenprobleme ihr beherztes Tempo bei. Zwischendurch führte Borzacchini mit 18 Minuten auf die Konkurrenz. Entlang der Mittelmeerküste Richtung Norden lag Campari vier Minuten vor dem wiedererstarkten Arcangeli an der Spitze. Innerhalb der Alfa Romeos wechselte die Führung mehrmals und die Italiener schienen nach zwei Dritteln Renndistanz alles unter Kontrolle zu haben. Das lag auch an einem dichten Netz an Servicestationen, wodurch die vielen Reifenwechsel möglich waren. Carraciola, der keine technischen Probleme hatte, musste dagegen hauptsächlich bei öffentlichen Tankstellen Treibstoff nachfüllen. Die Entscheidung fiel auf den letzten 80 Kilometern, als heftiger Regen einsetzte und die Alfa Romeos mit ihren erneut abgefahrenen Reifen reihenweise verunfallten. Während Borzacchini und Arcangeli komplett ausfielen, konnten Campari und Nuvolari mit beschädigten Fahrzeugen weiterfahren. Der Gesamtsieg war jedoch verloren. Ihn holte sich Caracciola im Mercedes mit elf Minuten Vorsprung auf Campari. Dritter wurde Morandi im OM, der nur sieben Minuten hinter dem besten Alfa Romeo ins Ziel kam.
Carraciola war der erste Nichtitaliener, der die Mille Miglia gewann. Gleiches galt für Daimler-Benz als Hersteller. Giuseppe Campari reihte seinen beiden Gesamtsiegen 1928 und 1929 sowie dem dritten Rang 1930 mit dem zweiten Endrang ein weiteres Ergebnis unter den ersten drei hinzu.

## Ergebnisse

### Schlussklassement
| 1               | S + 1.1 | 87  | Daimler-Benz AG                 | Rudolf Caracciola Wilhelm Sebastian                     | Mercedes-Benz SSKL                       | 16:10:10,000 |
| 2               | S + 1.1 | 86  | Scuderia Ferrari                | Giuseppe Campari Attilio Marinoni                       | Alfa Romeo 6C 1750 GStf Spider Zagato    | 16:21:17,000 |
| 3               | S + 1.1 | 102 | Officine Meccaniche             | Giuseppe Morandi Archimede Rosa                         | OM Tipo 665 SSMM                         | 16:28:35,000 |
| 4               | S + 1.1 | 111 | Scuderia Ferrari                | Umberto Klinger T. Saccomani                            | Alfa Romeo 6C 1750 GS Spider Zagato      | 17:07:57,800 |
| 5               | S + 1.1 | 140 |                                 | Aur. Gerardi A. Gerardi                                 | Alfa Romeo 6C 1750 GS                    | 17:08:06,20  |
| 6               | S + 1.1 | 117 | Scuderia Ferrari                | Luigi Scarfiotti Piero Bucci                            | Alfa Romeo 6C 1750 GS Spider             | 17:27:36,400 |
| 7               | S + 1.1 | 150 | Scuderia Ferrari                | Mario Tadini Carlo Canavesi                             | Alfa Romeo 6C 1750 GS Spider Zagato      | 17:39:50,000 |
| 8               | VC      | 70  | Alfa Corse                      | Carlo Gazzabini Angelo Guatta                           | Alfa Romeo 6C 1750 GT Berlinetta Touring | 17:47:08,000 |
| 9               | S + 1.1 | 104 | Alfa Corse                      | Tazio Nuvolari Giovanni Battista Guidotti               | Alfa Romeo 8C 2300 Spider Zagato         | 17:48:25,600 |
| 10              | S + 1.1 | 134 | Giovanni Maria Cornaggia Medici | Giovanni Maria Cornaggia Medici E. Premoli              | Alfa Romeo 6C 1750 GS                    | 17:48:50,000 |
| 11              | S + 1.1 | 141 | Scuderia Ferrari                | Giuseppe Boni Francesco Severi                          | Alfa Romeo 6C 1750 GT                    | 17:49:50,000 |
| 12              | VC      | 71  | Alfa Corse                      | Franco Cortese Gaetano Balestrieri                      | Alfa Romeo 6C 1750 GT Berlinetta Touring | 17:59:01,000 |
| 13              | S + 1.1 | 151 |                                 | G. Rusca Giovanni Minozzi                               | Alfa Romeo 6C 1750 GS                    | 17:59:29,000 |
| 14              | S + 1.1 | 132 | Scuderia Ferrari                | Alfredo Caniato Carlo Sozzi                             | Alfa Romeo 6C 1500 SS Spider Zagato      | 18:30:34,000 |
| 15              | S + 1.1 | 147 |                                 | Angelo Facchetti Z. Maffezzoni                          | Itala Tipo 65                            | 19:02:23,600 |
| 16              | S + 1.1 | 114 |                                 | G. Zaccarini M. Cicognani                               | OM Tipo 665 SSMM                         | 19:14:44,000 |
| 17              | S + 1.1 | 107 |                                 | V. Cobianchi Pagani                                     | Alfa Romeo 6C 1750 GS                    | 19:17:47,000 |
| 18              | S + 1.1 | 123 | Giuseppe Gilera                 | Giuseppe Gilera Sebastiano Manzoni                      | Fiat 525SS                               | 19:28:29,400 |
| 19              | S + 1.1 | 103 |                                 | F. Gatti G. Crivelli                                    | Alfa Romeo 6C 1500 SS                    | 19:32:02,000 |
| 20              | S + 1.1 | 78  |                                 | S. Casalini A. Consonno                                 | Alfa Romeo 6C 1500 SS                    | 19:40:22,000 |
| 21              | S + 1.1 | 81  | Emilio Giacosa                  | Emilio Giacosa G. Storari                               | Lancia Dilambda                          | 19:42:51,000 |
| 22              | S 1.1   | 52  | Giuseppe Tuffanelli             | Giuseppe Tuffanelli Gastone Bertocchi Guerino Bertocchi | Maserati 26C 1100                        | 19:48:40,000 |
| 23              | VU      | 1   |                                 | Di Liddo C. Ricceri                                     | Fiat 514 Spider Sport                    | 20:12:18,400 |
| 24              | S + 1.1 | 109 | Giovanni Restelli               | Giovanni Restelli G. Pieri                              | Alfa Romeo 6C 1500 SS                    | 20:15:50,400 |
| 25              | S + 1.1 | 80  |                                 | Pellizzari C. Adorno                                    | Fiat 525SS                               | 20:33:52,600 |
| 26              | S + 1.1 | 83  |                                 | M. Bruno A. Rabbi                                       | Alfa Romeo 6C 1750 GS                    | 20:35:46,400 |
| 27              | S + 1.1 | 84  |                                 | C. Carini B. Scesa                                      | Lancia Lambda                            | 20:37:50,000 |
| 28              | VU      | 36  | Bartolo Ferrari                 | Bartolo Ferrari Bertasio                                | Fiat 514                                 | 20:41:07,000 |
| 29              | VU      | 6   |                                 | R. Biagioni E. Biagioni                                 | Fiat 514                                 | 20:43:27,000 |
| 30              | VC      | 69  |                                 | A. Kechler Leopoldo Venturi                             | Alfa Romeo 6C 1750 S Cabriolet           | 20:46:50,200 |
| 31              | VU      | 9   |                                 | G. Mignini A. Mantovani                                 | Fiat 514                                 | 20:46:55,000 |
| 32              | VU      | 23  |                                 | P. Lamberti Batoli                                      | Fiat 514                                 | 21:22:16,000 |
| 33              | VC      | 66  |                                 | G. Rognoni Aurelio Lorenzetti                           | Graham-Paige                             | 21:34:18,000 |
| 34              | S 1.1   | 50  | Austin Motor Company            | Charles Goodacre F. Trevisan                            | Austin Seven Sports                      | 21:34:34,200 |
| 35              | VU      | 5   |                                 | P. Moalli Boepletz                                      | Fiat 514                                 | 21:39:36,000 |
| 36              | VU      | 3   |                                 | A. Cagna Cellini                                        | Fiat 514                                 | 21:54:42,400 |
| 37              | S + 1.1 | 108 |                                 | Zamorani Colla                                          | OM Tipo 665 SSMM                         | 21:57:03,800 |
| 38              | VU      | 21  |                                 | G. Ramella V. Campigli                                  | Fiat 514                                 | 21:57:45,400 |
| 39              | S +1.1  | 139 | Mario Coda                      | Mario Coda O. Caligaris                                 | Lancia Lambda                            | 22:24:16,000 |
| 40              | S +1.1  | 148 |                                 | A. Brambilla E. Casella                                 | Alfa Romeo 6C 1500 S Torpedo             | 22:31:11,000 |
| 41              | VU      | 34  | Francesco Apruzzi               | Francesco Apruzzi G. Marino                             | Fiat 514                                 | 22:32:24,000 |
| 42              | S + 1.1 | 124 |                                 | A. Romoli A. Mancini                                    | Fiat 514 MM Spider                       | 22:43:06,800 |
| 43              | VU      | 29  |                                 | L. Olimpico Calderato                                   | Bianchi Tipo S5 torpedo                  | 22:44:16,000 |
| 44              | S +1.1  | 149 |                                 | C. Brughera M. Cipelli                                  | Itala Tipo 61                            | 22:47:00,000 |
| 45              | S +1.1  | 76  |                                 | E. Mosti Alb. Pellerano                                 | Alfa Romeo 6C 1750 GS                    | 22:53:50,000 |
| 46              | S 1.1   | 39  |                                 | S. Carnevalli Conconi                                   | Amilcar Type CGSS                        | 23:07:02,200 |
| 47              | VU      | 2   |                                 | C. Forni Aldo Crosti                                    | Fiat 514                                 | 23:08:33,800 |
| 48              | VU      | 10  |                                 | L. Pini O. Lufrani                                      | Bianchi Tipo S5 Torpedo                  | 23:33:24,000 |
| 49              | VU      | 20  |                                 | C. Mazza A. Lamperti                                    | Fiat 514                                 | 23:55:27,000 |
| 50              | VU      | 33  |                                 | Spallanzani Enzo Crotti                                 | Fiat 514                                 | 23:56:18,000 |
| 51              | S + 1.1 | 116 |                                 | Terni Petri                                             | Fiat 514 MM                              | 24:21:00,000 |
| 52              | VU      | 32  |                                 | A. Pellini Letteri                                      | Bianchi Tipo S5 Torpedo                  | 24:21:59,400 |
| 53              | VU      | 16  |                                 | Bagnalasta O. Braga                                     | Fiat 514                                 | 24:44:00,000 |
| 54              | VC      | 73  | Artiro Mercanti                 | Artiro Mercanti M. Francani                             | Fiat 525S Berlina                        | 24:52:00,000 |
| 55              | VU      | 31  |                                 | G. Gambirasio F. Mazza                                  | Fiat 514                                 | 25:38:00,000 |
| 56              | VC      | 75  | Guerrino Faccioni               | Guerrino Faccioni P. Consonni                           | Fiat 525S Berlina                        | 25:41:00,000 |
| 57              | S 1.1   | 44  |                                 | M. Basagni Scatragli                                    | Fiat 509S                                | 27:47:00,000 |
| Nicht klassiert |         |     |                                 |                                                         |                                          |              |
| 58              | VC      | 72  |                                 | C. Gentili Margherini                                   | OM Tipo 665 S                            | 30:30:00,000 |
| 59              | VC      | 68  |                                 | Comini A. Morasutto                                     | Ford A                                   | 32:30:00,000 |
| Ausgefallen     |         |     |                                 |                                                         |                                          |              |
| 60              | VU      | 4   |                                 | Mellei Balma                                            | Fiat 514                                 |              |
| 61              | VU      | 7   |                                 | G. Giordano Proietto                                    | Fiat 514                                 |              |
| 62              | VU      | 12  |                                 | Grasselli G. Ciriaci                                    | Fiat 514                                 |              |
| 63              | VU      | 14  | Franco Spotorno                 | Franco Spotorno G. Stazi                                | Fiat 514 MM                              |              |
| 64              | VU      | 18  |                                 | Ventrice Sabatini                                       | Bianchi Tipo S5 Torpedo                  |              |
| 65              | VU      | 19  |                                 | R. Monaco Bertolotti                                    | Fiat 514                                 |              |
| 66              | VU      | 27  | Angelo Cantù                    | C. Cappelli Angelo Cantù                                | Fiat 514                                 |              |
| 67              | S 1.1   | 37  |                                 | B. Ghiringhelli L. Grassi                               | Fiat 509S                                |              |
| 68              | S 1.1   | 41  |                                 | R. Tinarelli Gian Paolo Volpini                         | Peugeot 5 HP Tipo MM                     |              |
| 69              | S 1.1   | 43  |                                 | S. Tibida F. Porticelli                                 | Fiat 509S                                |              |
| 70              | S 1.1   | 45  | Emilio Romano                   | Emilio Romano Rubino Pirlo                              | Bugatti T37 Modificata 1100              |              |
| 71              | S 1.1   | 46  | Roberto Serboli                 | A. Scalmana Roberto Serboli                             | Fiat 509S                                |              |
| 72              | S 1.1   | 47  |                                 | Barbareschi E. Bolognesi                                | Fiat 509S                                |              |
| 73              | S 1.1   | 48  | Catullo Lami                    | Catullo Lami Gazzella                                   | Fiat 509S                                |              |
| 74              | S 1.1   | 49  |                                 | C. Savelli C. Nardi                                     | Fiat 509S                                |              |
| 75              | S 1.1   | 56  |                                 | E. Cioni Polidori                                       | Fiat 509S                                |              |
| 76              | S 1.1   | 58  |                                 | A. Attili T. Pacini                                     | Amilcar CGSS                             |              |
| 77              | S 1.1   | 62  | Secondo Corsi                   | Secondo Corsi G. Barsotti                               | Maserati 26C 1100                        |              |
| 78              | S 1.1   | 65  | Arcangelo Periccioli            | Arcangelo Periccioli Gambicorti                         | Fiat 509S                                |              |
| 79              | S + 1.1 | 79  | Maria Antonietta Avanzo         | Maria Antonietta Avanzo Carlo Castelbarco               | Bugatti T43                              |              |
| 80              | S + 1.1 | 82  |                                 | Passerone R. Acattino                                   | Alfa Romeo 6C 1750 GS                    |              |
| 81              | S + 1.1 | 88  |                                 | S. Savoini M. Conte                                     | OM Tipo 665 SSMM                         |              |
| 82              | S + 1.1 | 89  | Alfa Corse                      | Luigi Arcangeli Pietro Bonini                           | Alfa Romeo 8C 2300 Spider Zagato         |              |
| 83              | S + 1.1 | 90  | Francesco Matrullo              | Francesco Matrullo Piero Taruffi                        | Itala Tipo 61                            |              |
| 84              | S + 1.1 | 91  | Geremia Bellingeri              | Geremia Bellingeri Angelo Bassi                         | Itala Tipo 65                            |              |
| 85              | S + 1.1 | 93  |                                 | Pozzati                                                 | OM Tipo 665 SSMM                         |              |
| 86              | S + 1.1 | 94  | Giorgio Ambrosini               | Giorgio Ambrosini D. Menchetti                          | Fiat Siata 514 Compressor                |              |
| 87              | S + 1.1 | 97  |                                 | O. Peverelli A. Stucchi                                 | Alfa Romeo 6C 1750 GS Spider Zagato      |              |
| 88              | S + 1.1 | 99  |                                 | C. Poilucci Emilio Richetti                             | Alfa Romeo 6C 1750 GS Spider Zagato      |              |
| 89              | S + 1.1 | 101 | Giuseppe De Laurentis           | Giuseppe De Laurentis Giulio Foresti                    | Alfa Romeo 6C 1750 GS                    |              |
| 90              | S + 1.1 | 105 | Sebastiano Maino                | Sebastiano Maino Ermenegildo Strazza                    | Mercedes-Benz SSK                        |              |
| 91              | S + 1.1 | 106 | Scuderia Ferrari                | Baconin Borzacchini Eugenio Siena                       | Alfa Romeo 6C 1750 GS Spider Zagato      |              |
| 92              | S + 1.1 | 115 |                                 | Matteiko Franz                                          | Hispano-Suiza Tipo HB6                   |              |
| 93              | S + 1.1 | 118 | Gennaro Auricchio               | Gennaro Auricchio Scotti                                | Fiat 514 MM Spider                       |              |
| 94              | S + 1.1 | 121 |                                 | L. Catalani A. Pollini                                  | Alfa Romeo 6C 1500 SS                    |              |
| 95              | S + 1.1 | 128 | Scuderia Ferrari                | Augusto Caniato Guglielmo Carraroli                     | Alfa Romeo 6C 1500 SS Spider Zagato      |              |
| 96              | S + 1.1 | 131 |                                 | M. Ferraguti Femminini                                  | Alfa Romeo 6C 1750 GS                    |              |
| 97              | S + 1.1 | 135 | Automobiles Bugatti             | Achille Varzi                                           | Bugatti T50                              |              |
| 98              | S + 1.1 | 138 |                                 | Chiasserini Paolillo                                    | Fiat 514 MM spider                       |              |
| 99              | S + 1.1 | 146 | Giovanni Battista Santinelli    | Giovanni Battista Santinelli Umberto Berti              | Alfa Romeo 6C 1750                       |              |

### Nur in der Meldeliste
Hier finden sich Teams, Fahrer und Fahrzeuge, die ursprünglich für das Rennen gemeldet waren, aber aus den unterschiedlichsten Gründen daran nicht teilnahmen.
| Pos. | Klasse  | Nr. | Team            | Fahrer                | Chassis           |
| ---- | ------- | --- | --------------- | --------------------- | ----------------- |
| 100  | S + 1.1 |     | Daimler-Benz AG | Carlo Maria Pintacuda | Mercedes-Benz SSK |
| 101  | S + 1.1 |     | Daimler-Benz AG | Hans Stuck            | Mercedes-Benz SSK |
| 102  | S + 1.1 |     | Daimler-Benz AG | Federico Caflisch     | Mercedes-Benz SSK |

### Klassensieger
| Klasse  | Fahrer              | Fahrer            | Fahrer            | Fahrzeug                                 | Platzierung im Gesamtklassement |
| ------- | ------------------- | ----------------- | ----------------- | ---------------------------------------- | ------------------------------- |
| S + 1.1 | Rudolf Caracciola   | Wilhelm Sebastian |                   | Mercedes-Benz SSKL                       | Gesamtsieg                      |
| S 1.1   | Giuseppe Tuffanelli | Gastone Bertocchi | Guerino Bertocchi | Maserati 26C 1100                        | Rang 22                         |
| VU      | Di Liddo            | C. Ricceri        |                   | Fiat 514 Spider Sport                    | Rang 23                         |
| VC      | Carlo Gazzabini     | Angelo Guatta     |                   | Alfa Romeo 6C 1750 GT Berlinetta Touring | Rang 8                          |

### Renndaten
- Gemeldet: 102
- Gestartet: 99
- Gewertet: 57
- Rennklassen: 4
- Zuschauer: unbekannt
- Wetter am Renntag: erst trocken, dann Regen am Schluss
- Streckenlänge: 1635,000 km
- Fahrzeit des Siegerteams: 16:10:10,000 Stunden
- Gesamtrunden des Siegerteams: 1
- Gesamtdistanz des Siegerteams: 1635,000 km
- Siegerschnitt: 101,130 km/h
- Pole Position: keine
- Schnellste Rennrunde: keine
- Rennserie: zählte zu keiner Rennserie